# Arbre de vie
Pour les articles homonymes, voir Arbre de vie (homonymie).
Ne doit pas être confondu avec Arbre phylogénétique.

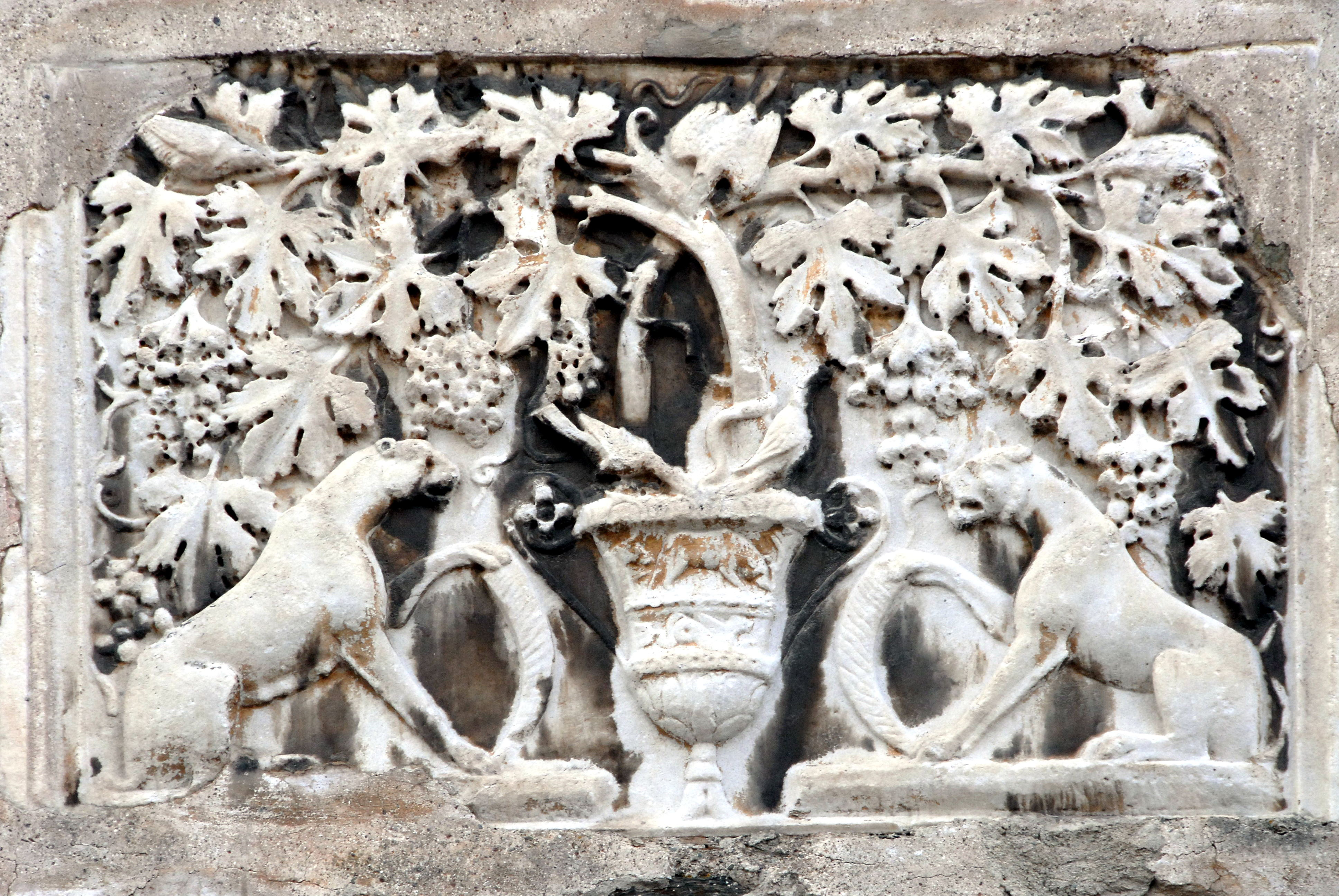
Arbre de vie entouré de deux panthères tenant une corne d'abondance, haut-relief sculpté du lapidarium de l'église de Maria Saal, Carinthie, Autriche.

Les Arbres de vie sont des gravures, peintures, broderies, impressions ou sculptures qui existent depuis le début de l'histoire et semblent symboliser la force de la vie et ses origines, l'importance des racines et le développement des différentes branches. Ils sont parfois associés à des personnages et/ou à des animaux (oiseaux, mammifères). L'arbre de la connaissance du bien et du mal et le chandelier à 7 branches pourraient en être des variantes, selon certaines interprétations.
L'Arbre de vie est équivalent, dans les traditions païennes (celtiques, germaniques pré-chrétiennes), à l'archétype très ancien de l'Arbre-Monde. Les rituels du Pilier Djed, en Égypte antique, en sont peut-être un autre avatar,.

## Bible

### Livre de la Genèse
L'Arbre de vie (en hébreu ets haHa'yim, עץ החיים) est mentionné au chapitre 2 du Livre de la Genèse, dans le second récit de la Création (Gn 2:9), en même temps que l'arbre de la connaissance du bien et du mal. Tous deux sont distincts l'un de l'autre. Dans ces passages scripturaires, Dieu donne à l'homme, en la personne d'Adam et d'Ève, ce commandement formel : « Tu peux manger de tous les arbres du jardin, mais tu ne mangeras pas de l'arbre de la connaissance du bien et du mal, car du jour où tu en mangeras, tu mourras certainement. » (Gn 2:17).
Une précision est apportée plus loin : « Maintenant, qu'il n'avance pas sa main et qu'il ne prenne pas aussi de l'Arbre de vie, pour en manger et vivre éternellement. Et le Seigneur Dieu le fit sortir du jardin d'Éden, pour qu'il cultivât la terre d'où il avait été pris. Et il chassa l'homme, et il mit à l'orient du jardin d'Éden les chérubins avec l'épée flamboyante, pour garder le chemin de l'Arbre de vie. » (Gn 3,23-24).

### Judaïsme
L'Arbre de vie, dans la tradition juive, est parfois rattaché à la menorah du Temple de Jérusalem.
L’Arbre de Vie, dans la Kabbale, représente symboliquement les lois de l'Univers. Il peut aussi être vu comme le symbole de la création tant du macrocosme (l'Univers) que du microcosme (l'être humain).

### Christianisme

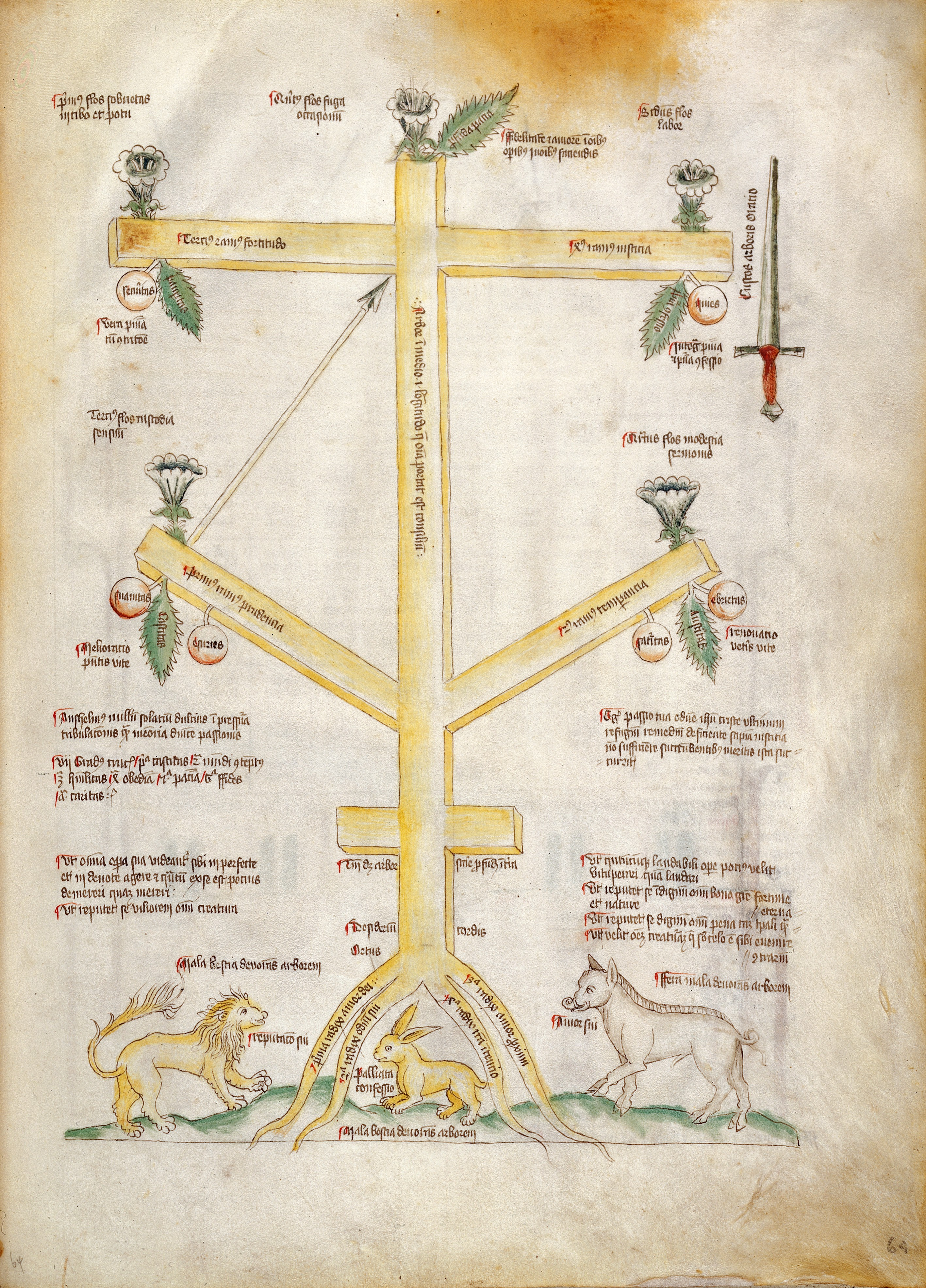
Identification de l'Arbre de vie et de La Croix du Christ, avec indication des vertus cardinales, dans un manuscrit de l'Apocalypse, v. 1420.

L'Arbre de vie est mentionné dans le Livre de l'Apocalypse en plusieurs passages, notamment « Que celui qui a des oreilles entende ce que l'Esprit dit aux Églises ! À celui qui vaincra, je lui donnerai à manger de l'Arbre de vie, qui est dans le paradis de Dieu. » (Ap 2,7) ; et : « Heureux ceux qui lavent leurs robes, afin d'avoir droit à l'Arbre de la vie. » (Ap 22,14) ; enfin : « Si quelqu'un retranche des paroles de ce livre prophétique, Dieu lui retranchera sa part de l'Arbre de la vie et de la Cité sainte. » (Ap 22,19).
À partir du Ve siècle, à la suite d'Augustin d'Hippone, la théologie chrétienne a développé, en fonction de ces passages du Livre de la Genèse et de certaines Épîtres de Paul, diverses doctrines liées au dogme du péché originel.
Le christianisme a très tôt assimilé la Croix du Christ avec l'Arbre de vie, car, comme lui, elle redonne la vie, cette fois éternelle, à l'humanité déchue, blessée par le péché originel vécu par Adam et  Ève. 

## Culture celtique
Chez les Celtes, le thème de l’Arbre de Vie apparaît au Ve siècle av. J.-C., probablement transmis depuis l’Orient par l’intermédiaire des traditions d’Italie du Nord. Souvent représenté sous forme d’une palmette flanquée symétriquement d’animaux ou de deux dragons, il est associé à une divinité masculine majeure, en lien avec le gui, le cheval, le bélier et parfois le corail utilisé en incrustation. Dans certains cas, la palmette est remplacée par une tête humaine inversée, soulignant le lien symbolique entre la divinité et la végétation. Le motif se maintient dans l’art celtique tardif, notamment à l’époque des oppida, où il retrouve des formes proches de ses modèles orientaux, intégrant bouquetins, cerfs et compositions végétales.

## Galerie

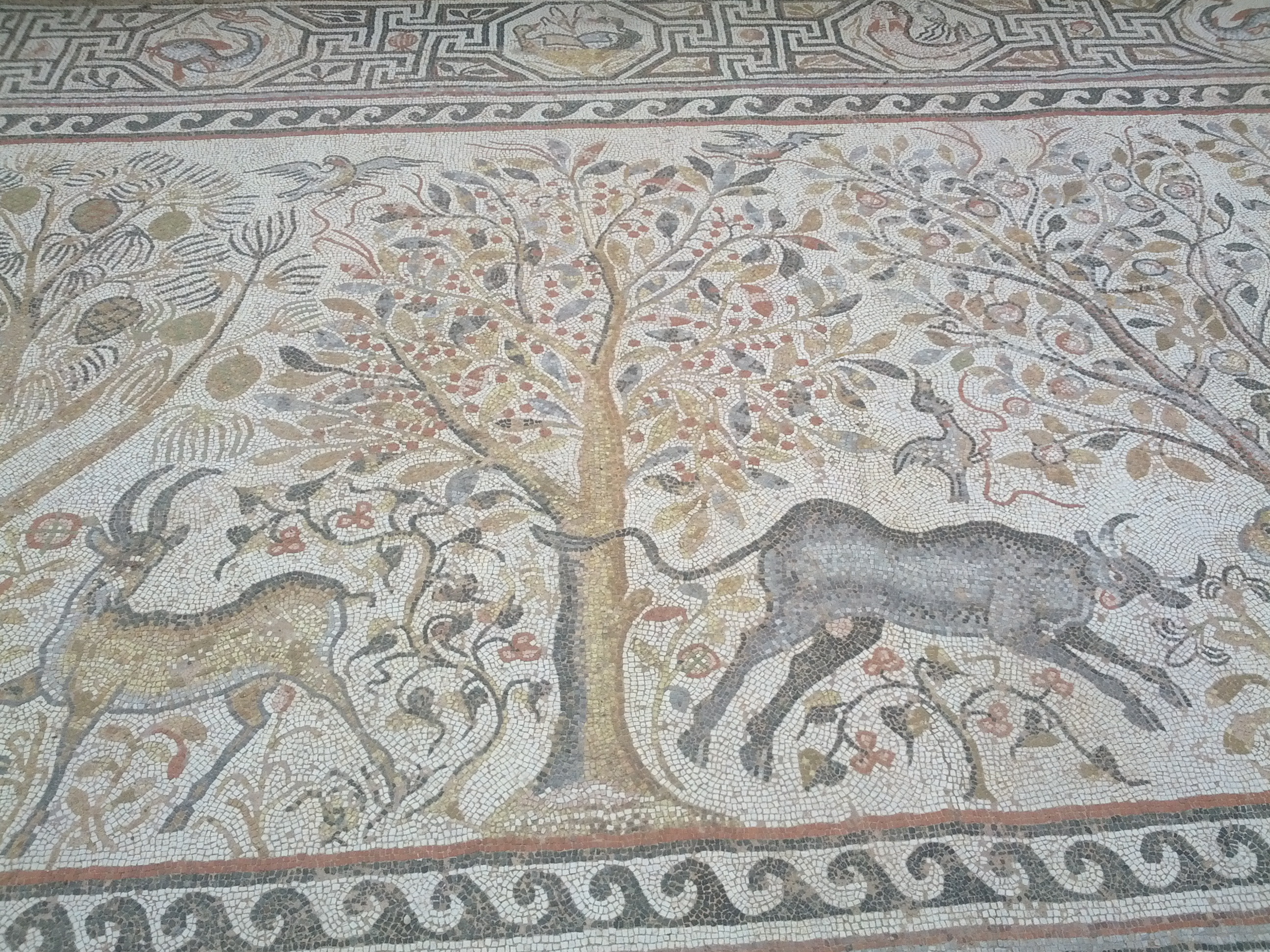
L'un des nombreux Arbres de vie des mosaïques de sol byzantines de la basilique de Heraclea Lyncestis, Macédoine, VIe siècle.
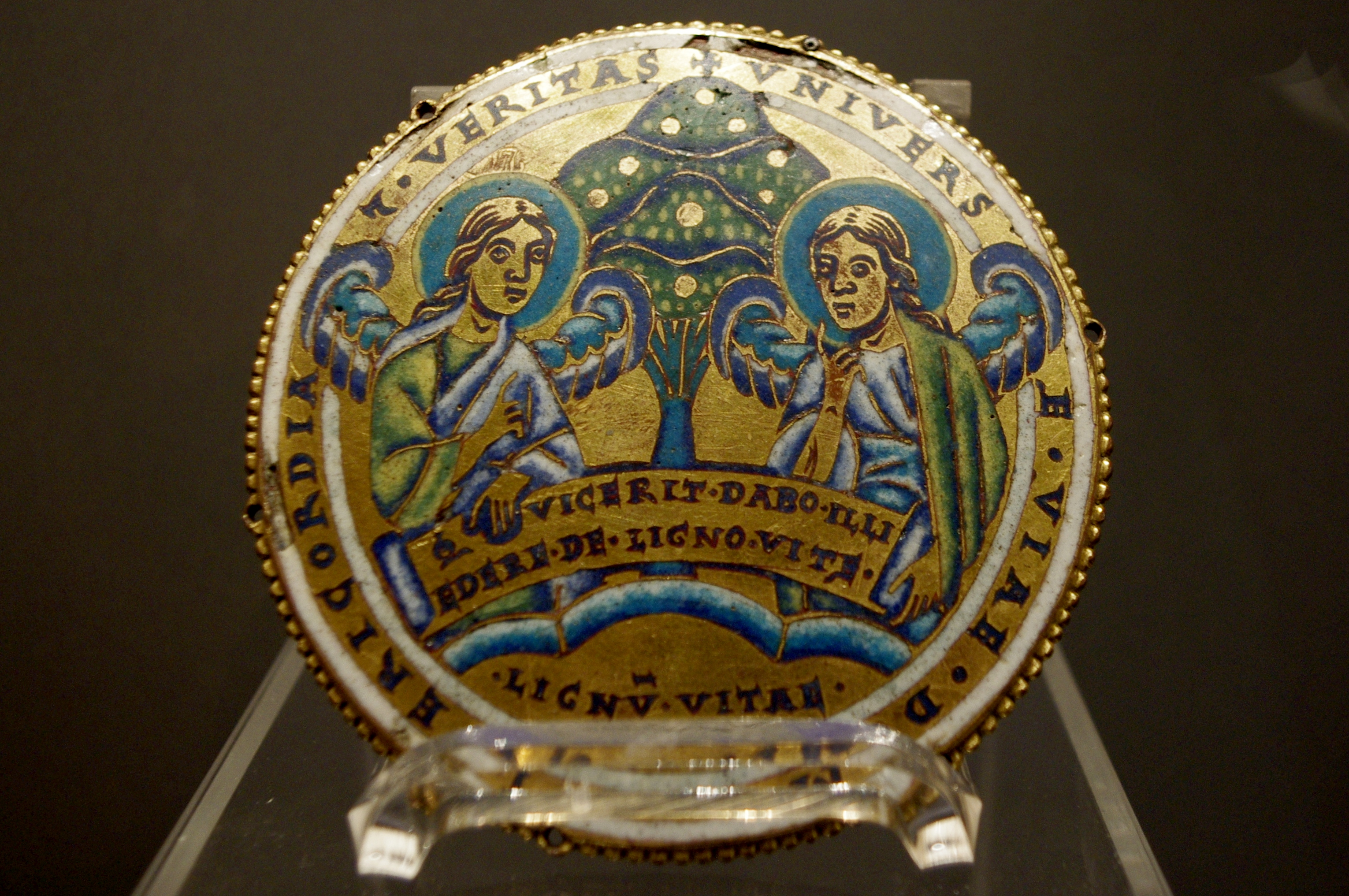
L'Arbre de Vie, médaillon émaillé de 1160 à Huy.
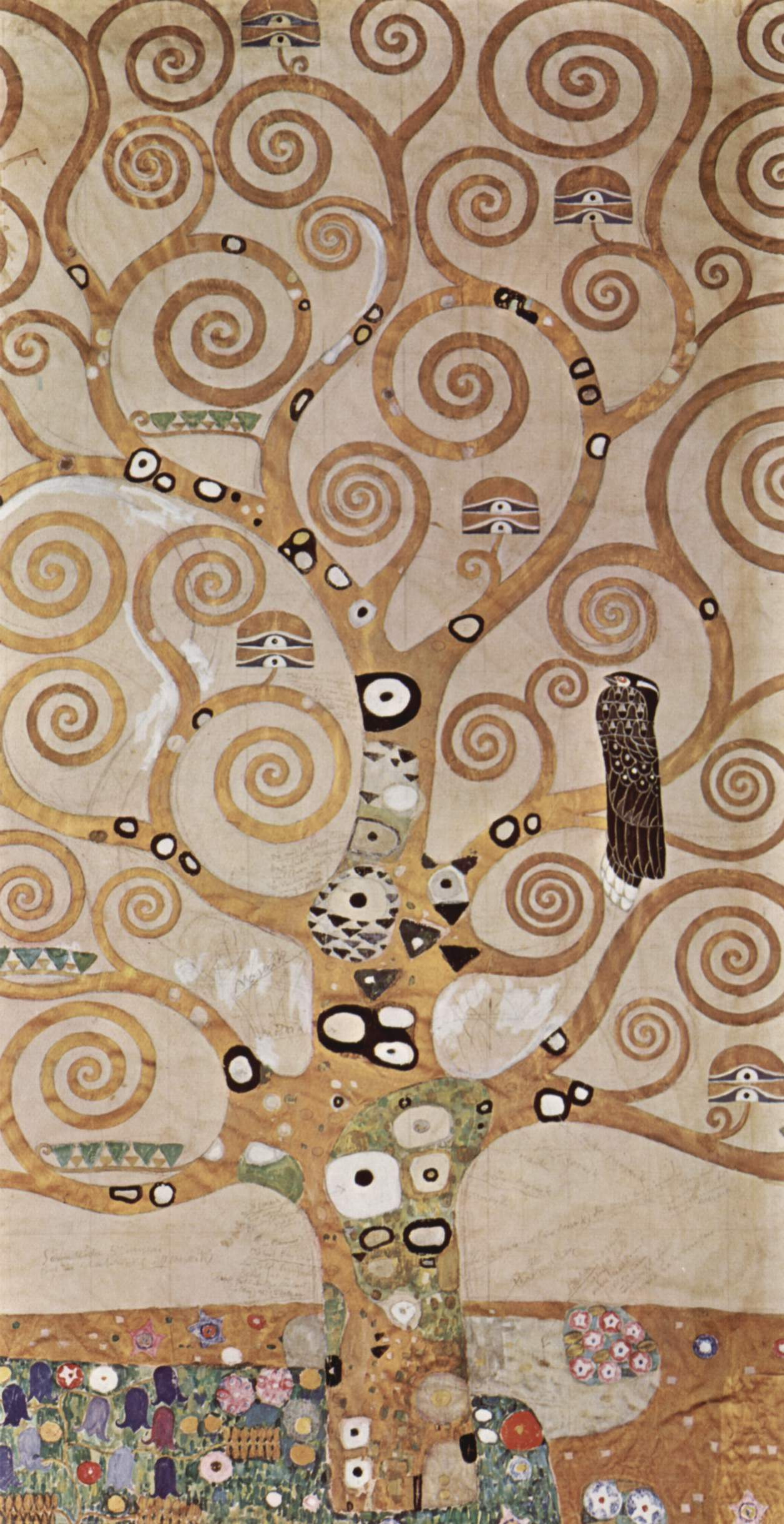
Arbre de vie, vu par Gustav Klimt.
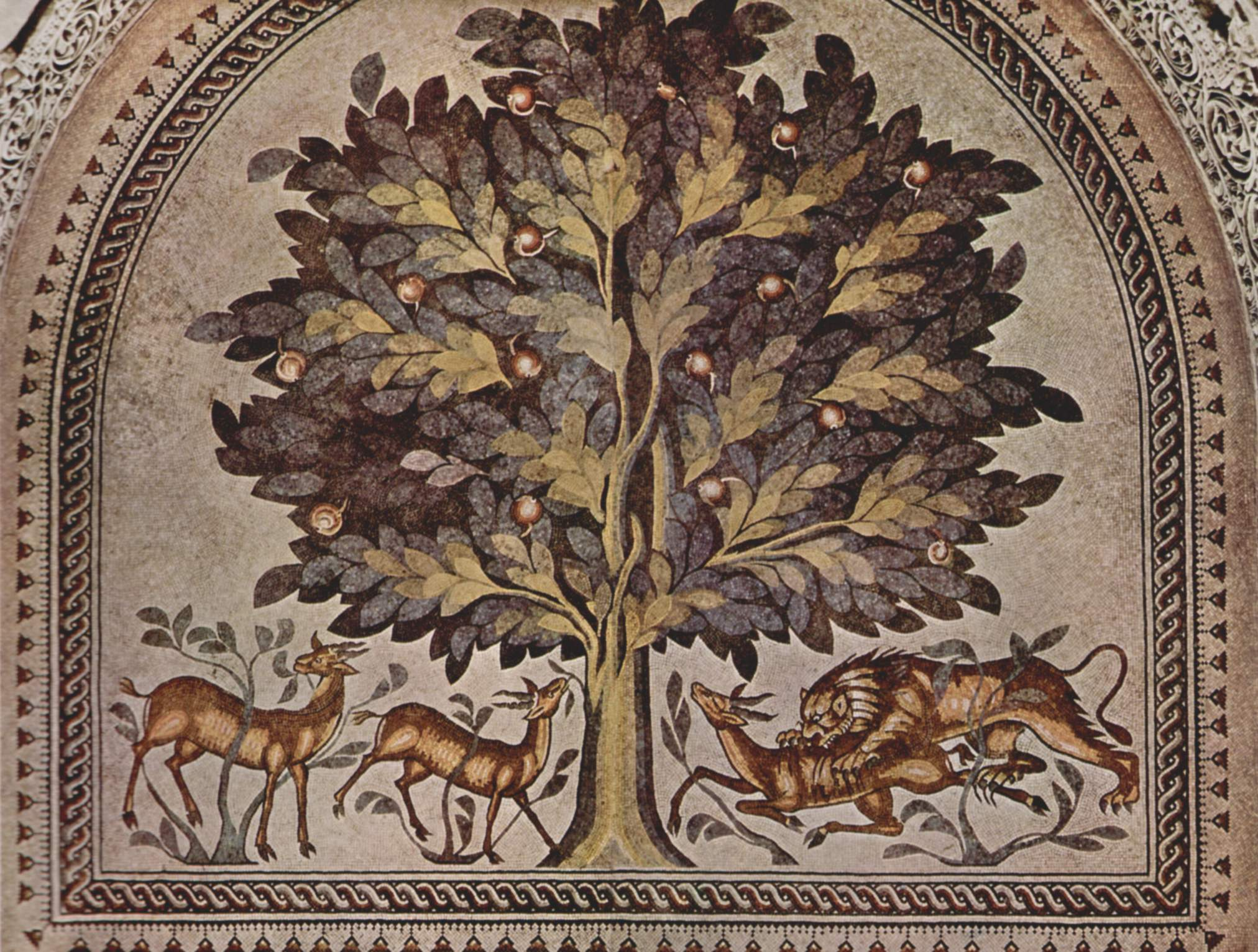
Dans la continuité de l'art paléochrétien et byzantin, l'Arbre de vie est aussi un motif courant en Moyen-Orient.
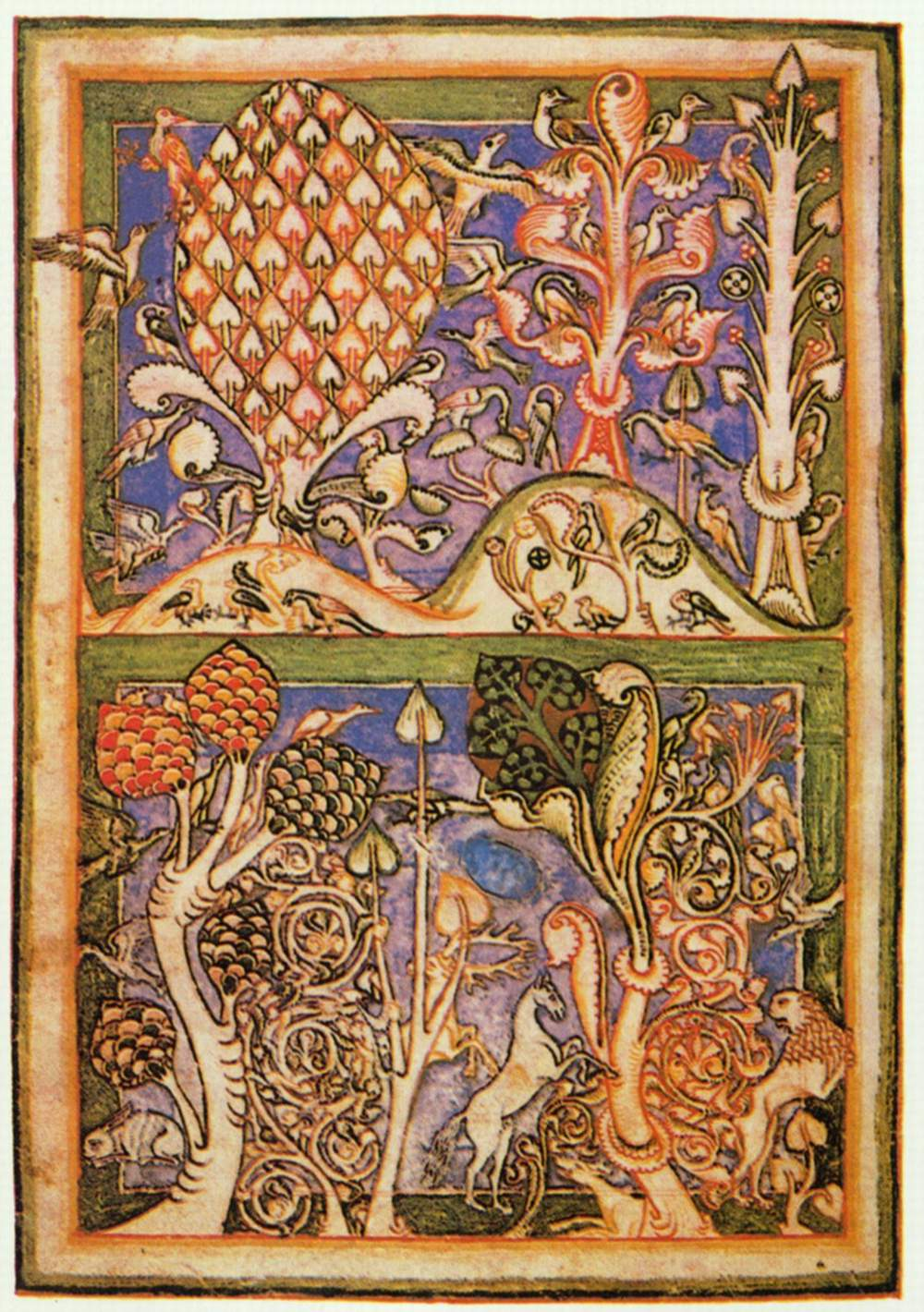
Arbre et animaux, décoratifs et symboliques.
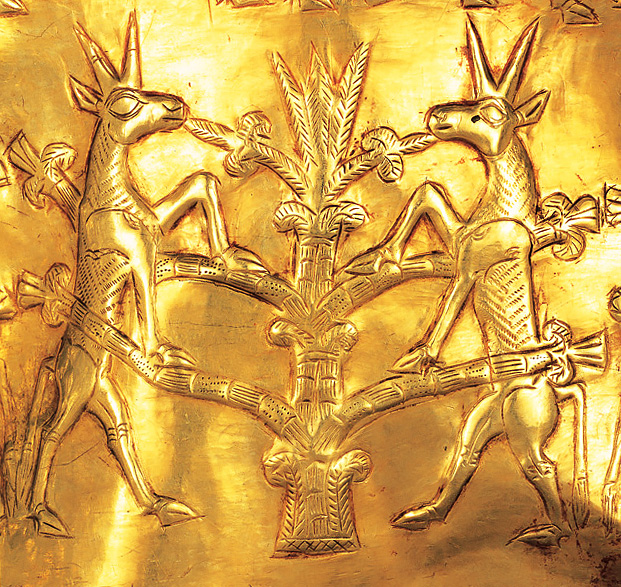
Arbre de vie sur un rhyton de Marlik, Iran, actuellement au musée national d'Iran.
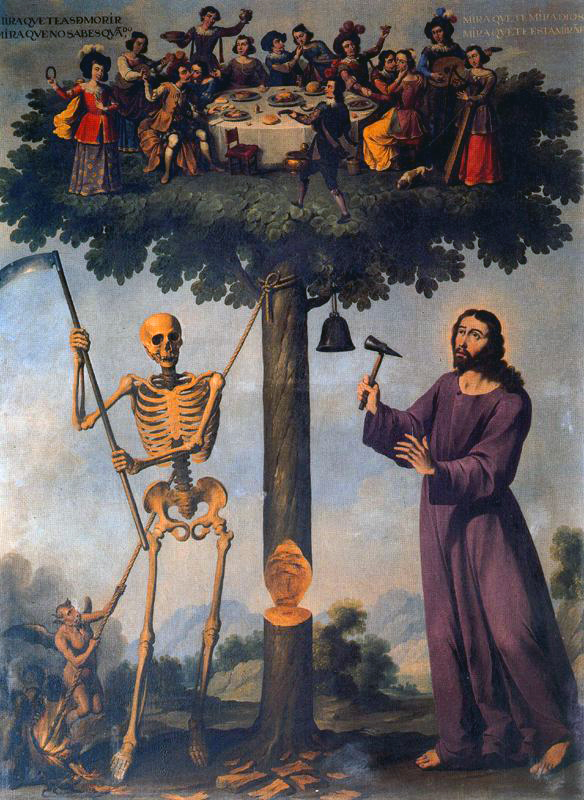
El Árbol de la Vida, (L'Arbre de la vie), tableau d'Ignacio de Ries, cathédrale de Ségovie, 1653.
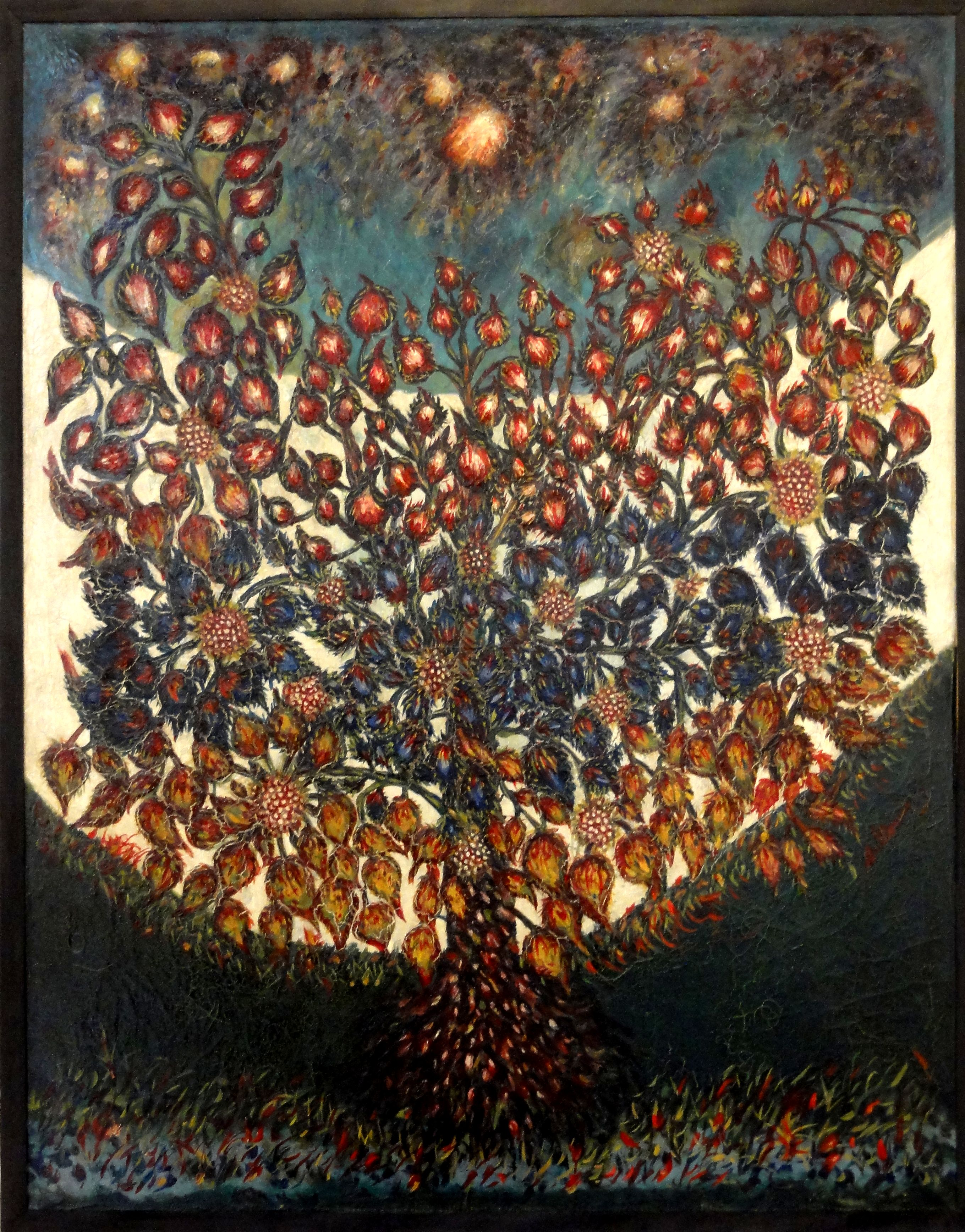
L'Arbre de vie de Séraphine Louis, 1928, musée de Senlis.